# Estadio Victor Agustín Ugarte
Das Estadio Víctor Agustín Ugarte, auch unter seinem alten Namen Estadio Mario Mercado Vaca Guzmán bekannt, ist ein Fußballstadion mit Leichtathletikanlage in der bolivianischen Stadt Potosí im gleichnamigen Departamento. Bei einer Höhe von 3.960 m über Normalnull ist es eines der am höchsten gelegenen Stadien der Welt.
Es wird meistens für Fußballspiele genutzt, unter anderem von den Vereinen Club Real Potosí und Nacional Potosí.
Die Kapazität des Stadions wird mit 30.000, 32.000 bis 35.000 angegeben.

## Vorherige Bezeichnungen
Das Stadion hieß ursprünglich Estadio San Clemente, wurde aber nach seiner ersten Modernisierung und der Installation von neuen Flutlichtmasten in Estadio Mario Mercado Vaca Guzmán umbenannt. Nach den letzten Umbau bekam das Stadion nach dem früheren bolivianischen Fußballnationalspieler seinen aktuellen Namen Estadio Víctor Agustín Ugarte.